# 加菲猫
《加菲貓》，部份書本譯作《加菲爾》，是一部美國漫畫，由吉姆·戴維斯（James Robert "Jim" Davis）創作。首部加菲貓漫畫於1978年6月19日推出。
主角加菲（Garfield）是一隻橙色的異國短毛貓，同伴包括一隻不太聰明的寵物狗欧迪及牠們的主人喬恩·艾伯克（又譯阿北、老姜）。加菲的名字取自吉姆·戴維斯的祖父詹姆斯·加菲爾·戴維斯（James Garfield Davis）。
加菲猫自推出以来受到众多观众的喜爱，是一个成功的虛擬角色。

## 簡介
該作以寵物主人和他們的寵物取材，並帶出「很多時候，寵物才是家裏的主宰」的訊息。另外，加菲貓亦常需要解決許多人類遇到的問題，例如減肥、對星期一的厭惡及恐懼、對事物的冷感及煩悶等。加菲貓亦經常欺負自己的主人，呈現調皮搗蛋的樣貌。
事實上，加菲貓的心理及行為特徵越來越接近人類而非貓。1980年代初期，加菲貓開始以兩腳行走而非以四腳爬行，而漫畫的主題亦漸漸加入了喜劇（例如加菲貓取笑他的主人愚蠢或情場上的失敗），反而著墨貓的毛病的地方越來越少。一些讀者認為，雖然漫畫的畫功多年來沒有改變、沒有退步，但就題材而言，該漫畫的質素正在下降。值得留意的是，近年來吉姆‧戴維斯已經不再是唯一的作者，甚至不是主筆了。
加菲貓於1982年首次以電視動畫出現，在2004年加菲貓更被搬上銀幕。該年6月11日上映的《加菲貓》電影（Garfield: The Movie），以電腦動畫製作的加菲貓及一隻由真狗扮演的欧迪為主角。其他角色如乔恩·艾伯克亦以真人扮演，獲取一致好評。

## 角色

### 三大主角
- 加菲貓（Garfield）

加菲猫

配音：林保全（TVB，1990-2001年間首播及重播之2D動畫、《加菲貓》TVB版）、馮永和（代配）、陳永信（TVB，3D動畫版第1-2輯）、譚漢華（TVB外判，3D動畫版第3-4輯）、劉青雲（《加菲貓》公映版、《加菲貓2》、《加菲貓3D》）、麥沛東（《加菲貓：勇闖世界》）（香港）；陳旭昇卡通頻道（3D版）張菲（3D電影版）（台灣）
本篇主角，簡稱加菲，另譯加菲爾。一隻橙色和肥胖的貓，品種為红虎斑异国短毛猫，寵物晶片號碼3435BT-37Z22。
他喜歡大量的飲食、長時間的睡眠、在沙發上看電視、在籬笆上跳舞（但常被鄰居打下去），以及捉弄歐迪和老姜。
出生日期：1978年6月19日
他最喜愛的食物是千層麵、微波爐烤豬肉捲、咖啡和甜甜圈等（但以千層麵為首），最討厭葡萄乾、貓餅乾和菠菜、比薩的佐料中屬鯷魚最為忌諱（動畫中曾說過他有三大不吃食物，分別為葡萄乾、蝸牛和水果蛋糕，漫畫有時也會出現其他不吃的食物，如菠菜）。另外，他曾爬上樹嘗試捕捉雀鳥並將之吃掉（往往以失敗告終）。也會將老姜的蕨類植物盆栽當點心吃掉。但他是不抓（除非被逼）也不吃老鼠的。他也討厭蜘蛛。
他最討厭星期一。一般而言，星期一為他帶來災難，但如果該日是他的生日－6月19日則例外，另外加菲貓是不會說話的，他是利用想像與讀者以及漫畫中人類以外的動物溝通（也會和體重計溝通）（在漫畫中，他曾提過貓是會說話的，但只是不想說話而已。但在3D動畫版The Garfield Show中，基本上除了歐弟以外的動物都是會說話的。3D動畫版台灣配音版裡，加菲貓國語和閩南語發音對白。）
性別詳見加菲猫#性別爭議
- 歐迪 ／／  （Odie）

老姜所養的狗，在1978年8月8日第1次出演。是一隻沒腦並且曾狂追自己尾巴數小時、三不五時會亂舔加菲的臉的狗，品種為傑克羅素梗。經常被加菲捉弄（通常是由桌子上踢下去，沙發上踹開）但毫無怨言，愛好追車、散步以及撿棍，夢想是飛行。腦袋是空的（蒼蠅可以由左耳飛入右耳飛出；敲擊會有回聲），鼻子可以拆下來，曾與加菲交換鼻子，舌頭、雙耳和尾巴可以延長。他也會趁加菲專心吃飯時在他背後大叫，使加菲驚嚇而一臉栽在飯盆內。雖然劇中幾乎都是笨笨的表現，但有一回漫畫是只有歐弟在家時，他穿著大衣觀看文學名著《戰爭與和平》並收聽莫札特的古典音樂，而且他也曾把老姜和加菲關在車外淋雨獨自享受大餐，這些行為都暗示他的智商可能遠超過平時給人的印象；但在The Garfield Show節目中，曾在不知情之下給企圖侵略地球的義麵外星人做過智力測驗，鑑定結果竟為「腦殘」。
歐弟在所有動物角色中，可能算是唯一不會說話的，但仍可依其所說出的「話」與加菲貓溝通。
- 喬恩‧艾伯克／姜‧艾伯克／老姜／莊阿北／強•阿布卡/乔恩·阿尔巴克（Jon Arbuckle）

配音：馮錦堂（TVB，1990-2001年間首播及重播之2D動畫）、翟耀輝（TVB，《加菲貓》TVB版、3D動畫版第1-2輯）、黃啟明（TVB外判，3D動畫版第3-4輯）（香港）（香港）；梁興昌、吳東原（卡通頻道（台灣）3D版））（台灣）
加菲及歐弟主人，與加菲貓一同於1978年6月19日首天出現。職業為漫畫家，但劇中很少見到他工作。性格老實可是卻很遲鈍、後知後覺，經常跟女生約會卻因為衣著老土、談話內容沉悶而失敗；但更多是因為間中為人瘋癲、行為古怪把街上的女孩嚇跑。
老姜的食物常被加菲（甚至歐弟）搶走，衣服及傢俱常被加菲抓破，沙發也被加菲及歐弟佔據，另外栽種的盆栽及金魚也常被加菲偷食，數次欲帶加菲看獸醫卻被粗暴對待以至弄的滿地找牙。
雖然老姜在加菲面前看似毫無尊嚴可言，但其實他們對於彼此而言，都是不可或缺的：加菲跟歐弟雖皆曾先後離家出走，但最終仍因飢餓及寂寞難耐而回家；如出一轍地，在老姜失去了加菲及歐弟的那段時間裡，老姜總是心不在焉，甚至可以說是魂不守舍。
基於前述互動模式以及行為表徵，三大主角除了「加菲跟歐弟是老姜飼養的寵物」這一層關係外，也符合「為『共依存症』所苦的一家人」這樣的敘述。

### 其他主要角色
- 麗絲/丽萨（Liz Wilson）（台灣譯作麗莎）

配音：汪世瑋（卡通頻道（台灣）（台灣）；謝潔貞、周文瑛（3D版）（香港）（香港）
加菲貓的獸醫，自稱名字是蜥蜴（Lizard）的縮寫。老姜的追求對象。她有時也會和老姜約會，但常被加菲破壞，亦是唯一可以跟老姜多次約會的女性。她在2006年7月26日的漫畫正式表明她的確對老姜有好感，並在兩天後的漫畫與他成為情侶。自此以後，麗莎成為繼加菲貓、老姜及歐弟以後出現次數最多的角色，也代表她晉升成為主要角色之一。 时常要求加菲猫做身体检查，并要求加菲吃一些有营养的食物，使加菲非常害怕她。
- 艾玲／艾蓮（Arlene）（台灣譯作阿玲）

配音：楊凱凱（卡通頻道（台灣）3D版）（台灣）；林元春、何璐怡（3D版）（香港）（香港）
一隻纖瘦、粉紅色、厚唇和大牙隙的母貓，是加菲猫的女友，但並非常常和加菲猫見面，並因加菲的“自戀”而不悅。她在1980年12月17日首次登場。她是全套漫畫中唯一能開加菲貓玩笑的角色。 表面上似乎是加菲貓的女朋友，但由於加菲貓最愛的是自己，所以很難判斷加菲貓是否喜歡艾蓮，有時加菲貓因為提到她的大牙隙，或強吻她而挨揍。
- 波基／布奇／寶弟／寶其 （Pooky）

加菲喜愛的泰迪熊，加菲貓在老姜的抽屜裏發現的，從此加菲愛上了它，更當它作生物。於漫畫版中，加菲有一次幾乎把它毀了（像是掉棉花、掉手、腳等）。首次出場於1978年10月23日。
- 毛毛／尼莫爾／奴奴／纳尔曼／灰毛／雷姆/尼莫 （Nermal）

配音：于正昇（卡通頻道（台灣）3D版）（台灣）；陳凱婷、張裕東（3D版）（香港）（香港）
一隻長得非常可愛（也可能是它自己的錯覺），樣子和加菲貓極為相似，幾乎不會長大的灰色小公貓，自稱「全世界最Cute（可愛）的貓咪」。在沒有預警下出場，相當自以為是的自戀，認為自己才是該被注意的對象，因此也令加菲感到非常「顧人怨」、常常弄得加菲貓火冒三丈，以致加菲常把牠打包起來寄送到阿布扎比或更遠的地方，例如：西伯利亞、外太空（更曾提及要將灰毛寄送到蘭嶼或阿里山（The Garfield Show台灣區版）），或以暴力對付牠。牠原本是送往老姜的父母處作寵物的，第一次出場為1979年9月3日，那天正好是加菲貓最討厭的星期一。無綫最初播放2D卡通版是定牠是雌性，但在3D版就修正成雄性。
- 老姜的媽媽（Mom）

配音：楊凱凱（卡通頻道（台灣）3D版）（台灣）
一個非常喜歡做飯給加菲貓的人。老姜曾問她有沒有別的事好作，結果被她反問何時結婚，漫畫版裡的口頭禪為 吃、吃、吃（Eat、Eat、Eat）。
- 老姜爸爸（Dad）

一個農場的主人。有時當老姜帶加菲來農場探訪他，他會擔心加菲不習慣農場生活。
- 細B／達克（阿達）／阿宅／鐸仔/四毛 （Doc Boy）

配音：曹冀魯（卡通頻道（台灣）3D版）（台灣）；伍博民（3D版）（香港）（香港）
老姜的弟弟，從都市返回農場幹活，和兄長一樣失敗，曾被老姜說和爸爸長的很像。他的職責是協助父親看管豬隻；於The Garfield Show節目中，阿達擁有自己的農場，在台灣配音版本中，當老姜提及其外號（阿宅）時，總在最後會以台語(閩南語)大聲駁斥：「不要叫我阿宅啦～！（Don't call me Doc Boy!）」。
- 祖母（Grandma）

老姜的祖母。一個不認老的女人，常穿人造皮革衣服和騎電單車（在加菲貓漫畫版:加菲貓歡度聖誕節中，服裝為穿運動衣，外表個性強悍，有戴眼鏡）。她非常愛護老姜和加菲貓，有時出場解決老姜的疑難。她的丈夫（老姜的祖父）已經去世。
- 莱門／李曼／小李（Lyman）

老姜的舊室友、歐弟的舊主人。關於他不再出現的原因，曾引起猜測，但作者早說不用看老姜的地下室了（即暗示老姜沒有殺了李曼）。他最後一次出場是在1988年6月19日（加菲貓十週年紀念日）的漫畫中，在The Garfield Show中，他在某個生態保護區中扮演大腳怪來嚇跑盜獵者。
- 阿美／艾瑪（Irma）

在老姜所住的社區開設餐廳並親自充當服務生，24小時營業不休息。老姜和加菲貓時有光顧她的餐廳。她的食物、服務，以至個人心理情緒都不太穩定。
- 郵差（Herman the Mailman）

配音：梁興昌（卡通頻道（台灣）3D版）（台灣）；黃子敬（3D版）（香港）（香港）
送信到老姜家裏的郵差，常遭加菲貓攻擊，但他確曾成功送信到老姜的家而毫髮無損。
- 維多／維圖（Vito）

配音：曹冀魯（卡通頻道（台灣）3D版）（台灣）；王凯（CCTV-14（中国大陆）3D版）（中國大陸）
維多披薩店的店長，在The Garfield Show中，老姜和加菲貓還有歐弟經常會到他的店裡光顧，老姜有時也會和麗莎到他的店裡約會，由他用心製作的比薩與千層麵，是加菲貓的最愛。
- 型男饕哥／艾迪高曼　/帅哥食神（大陆）

配音：于正昇（卡通頻道（台灣）3D版）（台灣）；黃啟昌（3D版）（香港）（香港）
登場於The Garfield Show中的美食家，經常上電視。其中維多披薩店的生意經常會受到他的評論影響。
- 阿力

配音：吳東原（卡通頻道（台灣）3D版）（台灣）
於The Garfield Show登場的一隻擁有一紅一綠異瞳的黑貓，是加菲貓的朋友，但有一次因為要吃掉認加菲貓當「馬麻」的小青鳥而與加菲貓針鋒相對。（註：3D動畫版台灣配音版裡，夾雜台式國語及閩南語。）
- 義麵星外星人

配音：孫中台等人（卡通頻道（台灣）3D版）（台灣）
於The Garfield Show登場的一群外星人，在看到加菲貓吃掉一大堆千層麵的影片後稱加菲貓為「邪惡的橘色貓貓」，時常會為了對付加菲貓而騷擾地球。
- 阿珠和阿花／杜絲和米娜

配音：許淑嬪、謝佼娟（台灣）；高可慧、曾佩儀（3D版）（香港）（香港）
於The Garfield Show登場的雙胞胎姐妹花，是老姜的表妹，每次她們去拜訪老姜都會強迫加菲貓和歐弟穿洋裝，因此加菲貓和歐弟都會想辦法躲開她們。

### 次要角色
- 大姨婆

於The Garfield Show出現，老姜的大姨婆，既愛乾淨又討厭動物，又很喜歡使喚別人，只要她出現就會讓周遭的人苦不堪言。
- 賀伯（Hubert）和瑞芭（Reba）

老姜的年長鄰居，脾氣有點不好。常常因為老姜的古怪動作而差點要拉他到精神病院，加菲常偷吃他家的食物。
- 費莉太太（Mrs Feeny）

老姜的另外一個鄰居，只在電話對話中出現。她常常向老姜投訴加菲的行為，例如戲弄她的小狗。
- 橡皮雞（Stretch）（又譯作「拉拉」）

老姜送給加菲的生日禮物，比波基較少出現。加菲經常拿它攻擊人。首次出場在1984年6月19日(加菲貓的六歲生日)
- 艾倫（Ellen）

老姜另一個追求對象。每次老姜想約她，她會先叫老姜幹一些蠢事，再拒絕他。她首度出場於2006年7月22日，與老姜約會。
- 傑克（Jack）

老姜的牛仔朋友，養了一匹瘋馬。
- 老鼠／小吱

配音：于正昇（3D版）（台灣）
一群在老姜家中生活的老鼠。雖然老姜常要求加菲追捕牠們，但加菲不吃老鼠，認為這樣做是浪費氣力（如果老鼠惹火了到他，他才會扁老鼠）、並且總是對老鼠的存在睜一隻眼閉一隻眼。
- 動畫中最常出現的老鼠叫弗洛伊德/基仔（Floyd），與加菲是好朋友。在電影版中的老鼠名叫路易（Louis）。在動漫版裡面叫Squeak，他的家人則非常討厭加菲貓.
- 於The Garfield Show中，加菲的老鼠朋友稱之為小吱，而另外小吱又有一隻林鼠表哥肥吱吱，肥曾因為亂偷東西以收集交換物，而將偷來的老姜的皮夾，掉在牠另外偷東西的地點，害的老姜因為警察發現老姜的皮夾而被以為是小偷被警方約談。

- 鸚鵡掃把星

於The Garfield Show出現，品種推測是古巴紅鸚鵡（實際上古巴紅鸚鵡已滅絕上百年），是老姜的老闆的寵物鸚鵡、精通人話與人類想法的聰明鸚鵡、同時又是一隻以悲觀看世界的「掃把星鸚鵡」、常常將人逗哭；後來因為被歐弟的友善所同化、歐弟成了掃把星「第一個最好的朋友」、不再以悲觀看世界、反而成為提倡愛與喜悅的「福星鸚鵡」。
- 蜘蛛

也在老姜家中生活。加菲對蜘蛛的待遇比對老鼠差得多。在漫畫中出現的蜘蛛至少有一大半被加菲以捲起的報紙打扁。
- 食物

當加菲減肥時，食物會行動和說話，並鼓勵加菲吃掉它們。然而，這些食物多半是加菲的幻覺，所以加菲還是吃不到任何東西。
- 磅秤

會說話的電子磅秤，長期處於老姜的浴室中，常因取笑加菲的肥胖而受到猛烈破壞，有時被丟掉。
- 鬧鐘

負責在每天早上叫醒加菲。有時會被加菲打破，有時則會把牠嚇倒。
- 小丑賓基（Binky The Clown）

加菲常在電視裏看到的小丑，是兒童節目的主持人。喜歡以極大聲（接近尖叫）的方法打招呼。有時也會做一些很愚蠢的事。另外有三個只在加菲貓與朋友（Garfield and friends）出現的角色。
後續的影視作品除了零星的客串，基本不再登場，因為製片人表示厭倦了賓基https://www.newsfromme.com/2023/09/11/ask-me-binky-the-clown/
- 煙斗

老姜常常在坐梳化時吸他，有數次被加菲貓吸，但出現最多的一年都是1978年，首次出場在1978年7月27日。1991年後都只是出場在歐弟的嘴裏(在加菲貓的夢裏)。

### 動畫版U.S.Acres（Garfield and friends）中的角色
- 沃森／阿信（Orson）

豬，精明果斷，經常扮演領導者的角色。
- 罗伊／阿萊（Roy）

雞，喜歡惡作劇捉弄人，尤其是偉德。
- 韦德／阿偉（Wade）

身上總是戴著救生圈的鴨子，個性相當膽小。
- 波（Bo）

綿羊，對人相當友善。
- 蓝罗林／阿蓮（Lanolin）

母綿羊，波波的姊姊，性情焦躁，愛跟波波唱反調。
- 布克儿／书／阿卜（Booker）

雛雞，雄性，經常和小殼一起行動。
- 希爾頓／阿修（Sheldon）

只有雙腳露出來，永遠待在蛋殼裡的雛雞，雄性，經常和書兒一起行動。

## 電視影集
- 加菲貓於1982年首次以電視動畫出現在美國的電視台。直至1991年代初，共有至少12齣加菲貓電視特別版。在1988年至1994年間，更曾推出一套加菲貓電視系列 《Garfield And Friends》，作品中還安排了原創動畫「U.S.Acres」。[2]。因為人氣十分火爆，在多個國家引進並放送，共製作了7季121集的劇集，一直到1994年才因為製作經費不足而完結。2008年間於法國上映加菲貓3D版動畫影集《加菲貓的幸福生活》，後期在2009年5月於美國Cartoon Network卡通頻道頻道播出。
- 隔年(2010年)亦於Cartoon Network卡通頻道臺灣地區頻道播出，以混搭台灣地理文化、台語配音為賣點（如節目內包括加菲貓等角色會說台語、將灰毛「寄往蘭嶼、阿里山」、老姜發現屋內髒亂不堪時說「比福德坑垃圾山還要亂」、老姜最喜歡看「黑白買電視台」、「感恩聖誕」一集當中，老姜為了來招待老姜與麗莎的父母，而趕著準備聖誕大餐食材，親自開車到「全連超市」(取自全聯福利中心諧音)去購買、維多前女友「志玲娜娜」(取自藝人林志玲名字)(台：魏晶琦(卡通頻道(台灣)3D版))，志玲娜娜現任男友「包發富」(台：林谷珍(卡通頻道(台灣)3D版))、想大賺黑心錢生意商人「吳情」(台：黃天佑(卡通頻道(台灣)3D版)、「吳情」的獨生兒子小傑(台：劉如蘋(卡通頻道(台灣)3D版)；「吳情」住家地址：「律師大道」375號、加菲貓常常委託小吱，利用「老鼠人肉搜尋網」查詢事情、「三粒新聞台」的記者「張雅晴」......等）
- 香港無綫電視亦曾以《大食懶加菲貓》為標題播出該節目。現時各地均有此系列的DVD發行。

## 电影
电影《加菲貓》（Garfield: The Movie/Transcript）由二十世纪福克斯公司发行。
- 首映时间：2004年6月11日
- 导演：彼得.休伊特（Peter Hewitt）
- 编劇：吉姆.戴维斯（Jim Davis，動畫原著）喬爾．科恩（Joel Cohen，腳本編寫）
- 主演：
  - 布萊克金·邁耶 飾演 老姜（Breckin Meyer）
  - 珍妮佛·樂芙·休伊 飾演 麗莎（Jennifer Love Hewitt）
  - 比爾·莫瑞（Bill Murray，配音）
  - Debra Messing（配音）

2006年6月16日推出续集。
2007年11月出版加菲貓來到真實世界（Garfield Gets Real）
2008年5月推出電影《加菲貓狂歡節》（Garfield's Fun Fest）
2009年10月推出3D電影《加菲貓3D》（Garfield's Pet Force）
2024年5月推出動畫電影《加菲貓：農場大冒險》（The Garfield Movie）

## 成就
加菲貓曾在全球2570份報章連載，列入了吉尼斯世界记录大全。
另外，加菲貓的漫畫結集是橫向印刷的，亦即書本的闊度長於它的高度。有些人稱這種排版方式為「加菲貓格式」。
华特·迪士尼於1923年創立了华特迪士尼（The Walt Disney Company）公司。公司位於柏本克，有大約500名畫家。 為了保證加菲貓的創作和專利權，1994年公司從United Feature Syndicate收購了從1978年到1993年加菲貓漫畫的所有權利。
不过始创的加菲猫每日黑白漫画和星期天的彩色漫画版权仍然属于United Feature Syndicate所有。但是，由于被认为是不同的作品，全彩色的每日加菲猫漫画和重新上色的星期天漫画版权归属于The Walt Disney Company公司。漫画现在由Universal Press Syndicate发行，但是权利仍属于The Walt Disney Company公司。

## 性別爭議
加菲貓的性別普遍被認定為「公」，但戴維斯（Jim Davis）在2015年接受媒體Mental Floss訪問時提到「你可能不知道關於加菲貓的20件事」，他當時稱：「加菲貓是很普遍性的。由於牠是一隻貓，牠不是公的或母的，也不屬於任何特別的種族或國籍，也不分年齡」。這段話最初並未引起廣泛關注，但兩年後諷刺作家德薩斯（Virgil Texas）突然重提此話，並大膽地在Twitter說：「事實上，加菲貓沒有性別，這才是正統說法」，還表示已經把維基百科上的加菲貓性別從「雄貓」改為「無性別」。隨後全球加菲貓迷爭論加菲貓的性別。維基百科的加菲貓條目，在兩天內被更改20多次，甚至一度導致條目被限制編輯。最後，「加菲貓之父」戴維斯就風波開腔，雖然他2015年時曾指加菲貓「不是公的或母的」，但他在2017年2月28日接受《華盛頓郵報》採訪時就改口稱，加菲貓其實是「雄性」，他還有一個女朋友名叫艾琳(Arlene)，嘗試平息加菲貓的性別疑雲爭議。然而，德薩斯仍舊質疑戴維斯的解釋出現自相矛盾。不過，依照作者最終解釋，加菲貓的性別最後應定調為「公」。